# Грачаница (притока Мљечанице)
Грачаница је козарачка ријечица, десна притока Мљечанице. Налази се на сјеверу Витловске косе у Козари.
Ријека Грачаница је цијелим током у Козари. Дуга је око 5,5 km. Од извора на вису Витловска тече према сјеверу, потом ка сјеверозападу да би се у мјесту Саставци, обилазећи Витовску са сјеверне стране, улила у ријеку Мљечаницу. Има шест лијевих притока које се у њу уливају са Витловске из шест извора. 
Нема ни предања, ни поуздних записа по чему је ријека Грачаница добила име. Постоји неколико могућих тумачења а једно каже да јој име потиче од манастира Грачанице. 
И у Грачаници и у њеним притокама има салмонидне рибе: пастрмке и кркушке. Вода у Грачанице се брзо и избистри и замути, као што се брзо и загирије и охлади. Љети је пријатна за купање по њеним буковима. 